# Urepel
Urepel (en euskera: Urepele; en francés: Urepel) es una pequeña localidad y comuna francesa, situada en el departamento de Pirineos Atlánticos, en la región de Aquitania. Pertenece al territorio histórico vascofrancés de Baja Navarra y al Pays de Mixe. 
Administrativamente también depende del Distrito de Bayona y del Cantón de Montaña Vasca.

## Geografía
La comuna se encuentra atravesada por el río Joyeuse, afluente del Bidouze.

## Etimología
En Euskera, Urepel viene de las palabras ur y epel, que significan agua y templada respectivamente, luego una traducción aproximada es agua templada.

## Heráldica
Cuartelado: 1º, en campo de oro, un carbunclo de gules, pometeado en abismo de sinople; 2º, en campo de sinople, dos ovejas de su color natural, cornadas de oro y puestas en palo; 3º, en campo de gules las iniciales unidas V E, en campo de oro, y 4º, en campo de oro, tres fajas ondeadas, de azur. Brochante sobre el todo un escudete de azur con una pluma de oro, puesta en barra.

## Demografía
| Gráfica de evolución demográfica de Urepel entre 1901 y 2012 |
|                                                              |

No hay datos en 1800 y 1851 porque hasta 1862, Urepel formó parte de la comuna de Aldudes.
Fuentes: Ldh/EHESS/Cassini e INSEE.

## Personalidades célebres
- Fernando Aire Etxart conocido como Xalbador (Urepel, 1920-1976), bertsolari.